# 1900년 하계 올림픽 사격 남자 25m 속사 권총
1900년 하계 올림픽 사격 남자 25m 속사 권총은 프랑스 파리에서 개최된 1900년 하계 올림픽 사격의 세부 종목이다. 1900년 하계 올림픽의 세부 종목으로 1900년 8월 1일부터 4일까지 파리에서 진행되었다. 두 나라에서 선수 여섯 명이 참가했다.

## 경기 결과
| 순위 | 선수                | 점수 |
| ---- | ------------------- | ---- |
| 1    | 모리스 라루이 (FRA) | 58   |
| 2    | 레옹 모뢰 (FRA)     | 57   |
| 3    | 외젠 발므 (FRA)     | 57   |
| 4    | 폴 모로 (FRA)       | 57   |
| 5    | 폴 프롭스트 (SUI)   | 57   |
| 6    | 조제프 라베 (FRA)   | 57   |

- 2위부터 6위까지의 동점자는 어떻게 순위가 나뉘었는지 알려져 있지 않다.

## 메달리스트
| 종목              | 금                     | 은                 | 동                 |
| ----------------- | ---------------------- | ------------------ | ------------------ |
| 남자 25m 속사권총 | 모리스 라루이 · 프랑스 | 레옹 모뢰 · 프랑스 | 외젠 발므 · 프랑스 |

## 참고 문헌
- 국제 올림픽 위원회 - 1900년 하계 올림픽 사격 경기 결과 (영어)
- De Wael, Herman. 《Herman's Full Olympians: "Shooting 1900"》. Charles Beck.
- Mallon, Bill (1998). 《The 1900 Olympic Games, Results for All Competitors in All Events, with Commentary》. Jefferson, North Carolina: McFarland & Company, Inc., Publishers. ISBN 0-7864-0378-0.